# Мойсилович, Стеван
Стеван Мойсилович (серб. Stevan Mojsilović / Стеван Мојсиловић; род. 5 декабря 1966, Делиблато) — югославский сербский футболист и футбольный тренер.

## Карьера
Будучи игроком, выступал за команду «Раднички» из Ковина. После завершения карьеры игрока окончил институт физической культуры и получил лицензию тренера в 1993 году. Изначально тренировал свою же бывшую команду, а позднее проработал в сербских командах «Динамо» из Панчево, «Обилич» (помощник тренера), «Црвена Звезда» (помощник тренера), «Млади Радник». Тренировал также черногорский «Могрен», причём, будучи его наставником, дважды в 2002 и 2009 годах признавался лучшим тренером Черногории. Работал в канадской команде «Сербиан Уайт Иглз», составленной из игроков сербской диаспоры в Канаде. Работал тренером иранского «Малавана», затем был главным тренером «Спартака» (Суботица).

## Личная жизнь
Жена Светлана, сыновья Душан и Ненад. Своим хобби называет чтение книг. Любимые клубы — «Црвена Звезда» и «Бавария», любимый игрок — Диего Марадона.